# Media Docks

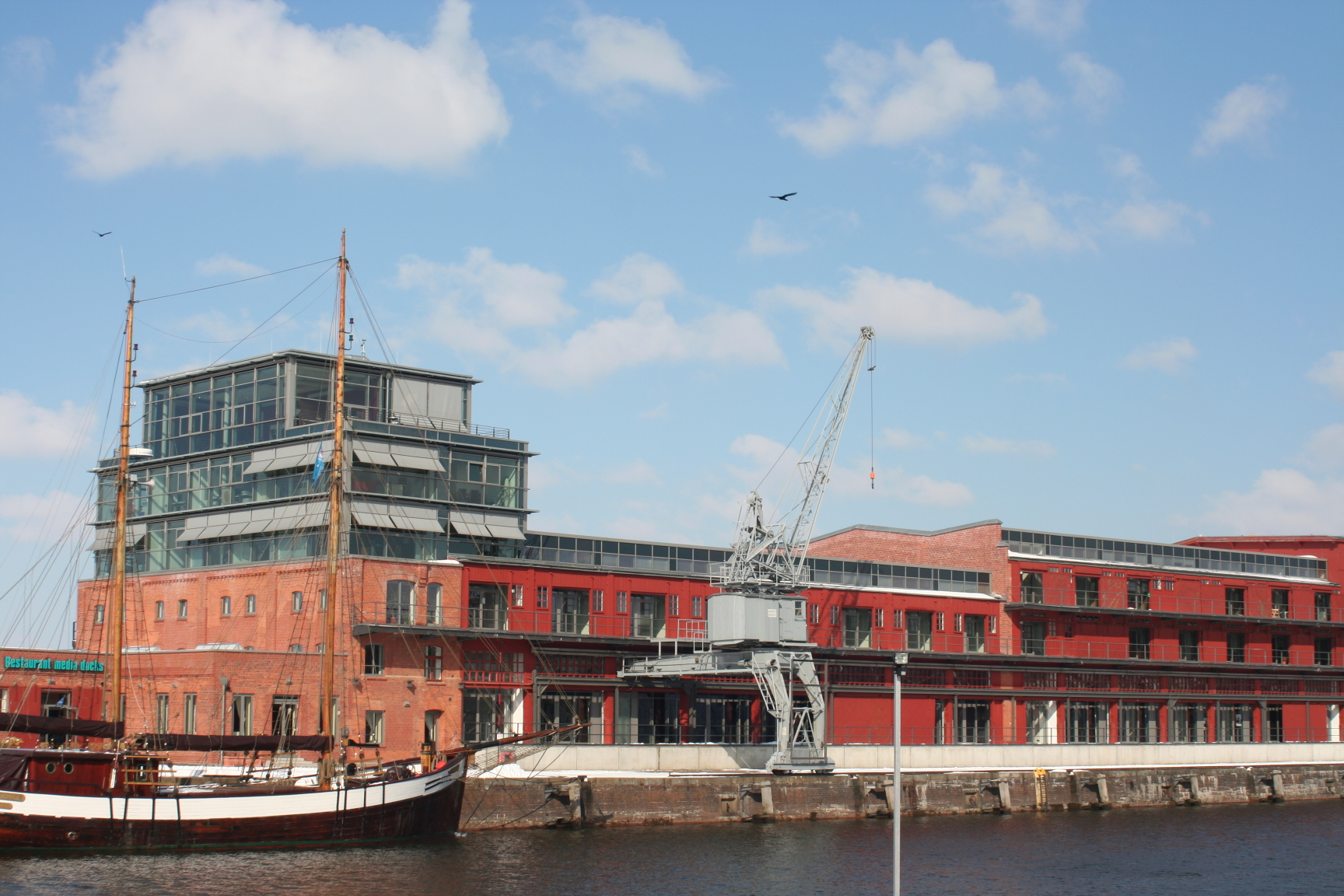
Media Docks

Media Docks ist ein Gebäude in Lübeck, das auf der Wallhalbinsel am Museumshafen direkt am Traveufer der historischen Altstadt steht.

## Historie

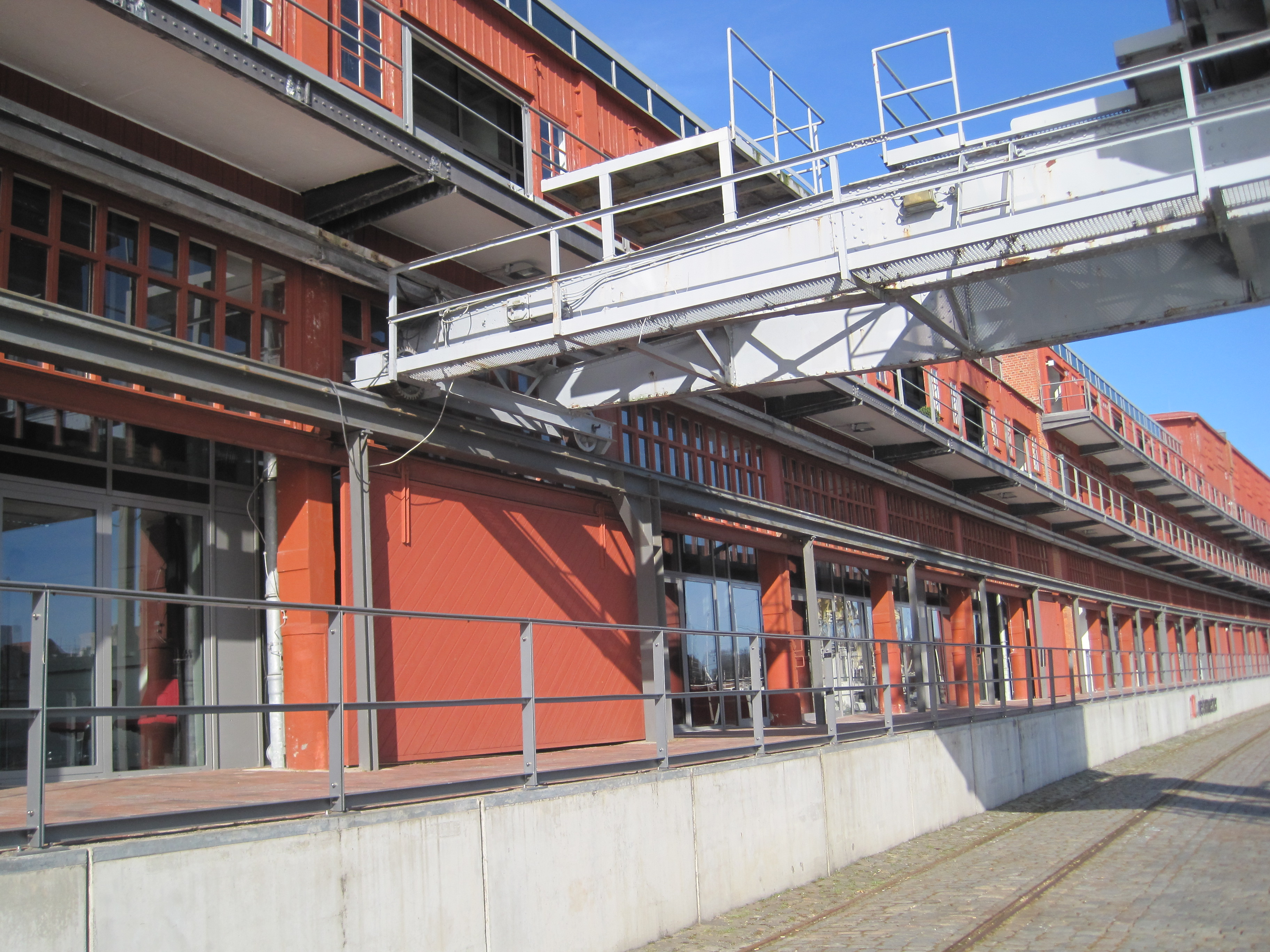
Auflager des Halbportalkrans von 1917

Das Gebäude der heutigen media docks wurde 1898 als großes Lagerhaus der Kaufmannschaft zu Lübeck gebaut und vornehmlich als Kornspeicher genutzt. Zu dieser Zeit wurde die Nördliche Wallhalbinsel zum ersten modernen Umschlaghafen Lübecks ausgebaut.
Während des Zweiten Weltkriegs wurde das Gebäude 1942 schwer beschädigt. Da beim Wiederaufbau des Lagerhauses nicht alle Stockwerke vollständig wieder rekonstruiert wurden, erhielt das Gebäude seine aus heutiger Sicht typische Silhouette der abgestuften Dachführung. Bei der Verlagerung des Lübecker Hafens wurden die Gebäude nur noch als allgemeine Lagerhallen ohne spezifischen Hafenbezug genutzt. 1993 wurde das historische Lagerhaus offiziell als Baudenkmal eingetragen. Eine Besonderheit als technisches Denkmal ist der am Gebäude angelehnte Halbportalkran hergestellt von der Firma Kampnagel in Hamburg.

## Umbau
In den Jahren 2001/02 wurde der vollständige Umbau des historischen Lagerhauses zu den heutigen media docks abgeschlossen. Die Fassade wurde dabei aufgearbeitet und blieb weitgehend erhalten. Der vordere Bürobereich wurde mit einem modernen Glas/Stahl-Bau um drei Stockwerke erweitert. Im Inneren entstanden moderne Büro- und Tagungsräumlichkeiten.

## Nutzung
Im Unternehmenspark und Gründerzentrum der media docks haben sich 44 Unternehmen mit über 460 Arbeitsplätzen angesiedelt.
Neben dem Regionalstudio des Norddeutschen Rundfunks finden sich mehrere Schulungsbetriebe, die Aus- und Weiterbildungen speziell in Bereichen der neuen Medien anbieten. Die International School of New Media wurde 2012 geschlossen. Zudem findet sich mit dem business & conference center ein modernes Tagungszentrum in den media docks, mit elf modern ausgestatteten Räumen für 10 bis 500 Personen.